# VL 38 Zorg en Vlijt (schip, 1861)
De VL 38 Zorg en Vlijt (bouwjaar 1861) is een  zeillogger van de Vlaardingse haringvloot uit de roman Brood uit het water (1946) van Fenand van den Oever. In het boek zijn historie en fictie verweven; en de fictieve logger is een dichterlijke interpretatie van historische feiten.

## Feit en fictie
In het boek is de VL 38 Zorg en Vlijt gebouwd in 1861 en het eerste schip van reder Warneke. In werkelijkheid kwam deze Haagse reder pas in 1887 naar Vlaardingen. In het boek wordt het 'uit de pan vissen van balletjes gehakt' toegeschreven aan schipper Wijnand Hoogendijk, terwijl het in het echt toegeschreven wordt aan de schipper van de VI 127, mogelijk ene Teunis Mos. In het boek wordt de hoofdpersoon, Arend Michiel van Roon, beschreven als de eerste Nederlandse schipper die de Schotse drijfvleet gebruikte, het nettensysteem dat later het gebruikelijke gereedschap werd voor het vissen van de Hollandse Maatjes. In werkelijkheid was dit in 1913 de schipper van de VL 180 Augusta, Dirk van Haren.

## De VL 38-ers in het echt

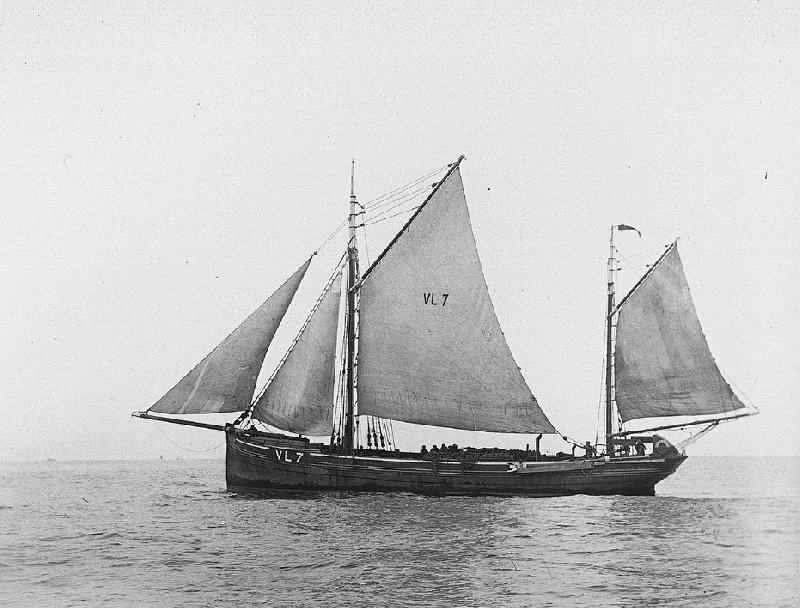
Houten zeillogger VL7 Eendracht IV (1915-1928). Een logger in het echt, vergelijkbaar met de fictieve VL 38 Zorg en Vlijt

Er zijn meerdere schepen geweest die onder het nummer VL 38 voeren, elk met een eigen geschiedenis. De oudst bekende VL38 was een in 1876 gebouwde houten zeillogger, die in 1903 na verkoop naar Scheveningen de SCH420 werd en in 1914 in Vlaardingen van reder Wijnandus van der Velden het nummer 54 kreeg en de naam Goede Verwachting. Deze logger ging later via Maassluis weer naar Scheveningen voordat het in 1922 gesloopt werd.
Voorts was er de VL166 Henriette, een zeillogger en van oorsprong houten Franse vissersboot die de reder De Zeeuw & Van Raalt in 1907 overnam van zijn collega De Jong. Na inbouw door van een petroleummotor door Kromhout werd dit een motorlogger met schipper Thomas Bakker. Het ging varen als VL38 Zuid-Holland, de nummer en naam van een stoomlogger die De Zeeuw & Van Raalt de teelt ervoor had verspeeld. Deze stoomlogger ging in 1903 bij Kromhout in Amsterdam te water, maar zonk drie jaar later door een explosie in de machinekamer, 45 mijl van de kust.

## Verbeeldingen
Anton Pieck heeft voor Brood uit het water illustraties met de logger gemaakt. Naar Piecks werk werd in 1972 door Klaas Bloem weer een pentekening gemaakt. De roman was voorts de leidraad voor het Vlaardingse Musicalgezelschap voor de productie van een musical in 1993 waarin de fictieve zeillogger een hoofdrol speelt. Cor Baas, gespecialiseerd in schilderijen van zeegezichten en visserij, maakte voor deze voorstelling een schilderij van de fictieve logger.